# Hoplolabis idiophallus
Hoplolabis idiophallus là một loài ruồi trong họ Limoniidae. Chúng phân bố ở miền Cổ bắc.